# Distretto di Chinde
Il distretto di Chinde è un distretto del Mozambico, facente parte della Provincia di Zambezia.